# Кондаков, Юрий Николаевич
Ю́рий Никола́евич Кондако́в (укр. Юрій Миколайович Кондаков; род. 5 февраля 1975, Донецк, СССР) — украинский футболист, защитник.

## Карьера
С 1992 по 1994 год был в составе донецкого «Шахтёра», однако ни разу не сыграл за основу, провёл за это время только 85 матчей в первенстве и 6 в Кубке Украины за «Шахтёр-2». Кроме того, в 1994 году принял участие в 5 встречах команды «Гарант» (Донецк) в турнире ААФУ.
С 1995 по 1997 год играл за донецкий «Металлург», в его составе стал победителем Первой лиги и дебютировал в Высшей лиге Украины. Всего за «Металлург» провёл 81 матч (из них 4 в Высшей лиге) и забил 2 гола в лиге, 3 встречи сыграл в Кубке, и ещё принял участие в 12 поединках за «Металлург-2» в 1997 году.
Сезон 1998 года провёл в «Кубани», за которую сыграл 34 матча. В 2000 году выступал за любительскую команду «Фортуна» (Шахтёрск) в чемпионате ААФУ.
В начале 2001 года вернулся в «Металлург», однако ни разу не сыграл, лишь дважды попав в заявку на матч, после чего перешёл в «Машиностроитель» из Дружковки, за который провёл 5 матчей. Летом 2001 года пополнил ряды «Волыни», где выступал затем до 2002 года, во второй раз в карьере став победителем Первой лиги Украины. Всего за это время сыграл 32 встречи (3 из них в Высшей лиге) и забил 2 мяча в лиге, 5 матчей провёл в Кубке, и ещё принял участие в 3 поединках команды «Ковель-Волынь-2» в 2001 году.
В начале 2003 года был на просмотре в одесском «Черноморце», однако клубу не подошёл, и в итоге оказался в ивано-франковском «Прикарпатье», за которое сыграл 3 матча, после чего пополнил ряды клуба «Лисма-Мордовия», где затем выступал до конца 2004 года, проведя за это время 43 встречи и забив 1 гол в первенстве, и ещё сыграв 2 матча в Кубке России.
В начале 2005 года перешёл в луганскую «Зарю», провёл 7 матчей, после чего пополнил ряды алчевской «Стали», за которую сыграл 5 встреч в чемпионате, 2 поединка в Кубке Украины и 11 матчей в турнире дублёров УПЛ.
В 2006 году снова выступал в составе «Зари», провёл 15 игр в первенстве, в котором стал в третий раз в карьере победителем Первой лиги, затем сыграл 5 встреч в Высшей лиге, и ещё принял за это время участие в 2 поединках Кубка Украины.
Сезон 2007 года провёл в стерлитамакском «Содовике», сыграл 33 матча в первенстве и 1 встречу в Кубке России, был капитаном команды. В 2008 году выступал за барнаульское «Динамо», в составе которого принял участие в 19 играх первенства и 1 матче Кубка, как и ранее в «Содовике», был капитаном команды.

## Достижения
- Победитель Первой лиги Украины (выход в Высшую лигу): 1996/97, 2001/02, 2005/06